# Amilcar Baiardi
Amilcar Baiardi (Salvador, 1941) é um pesquisador, engenheiro agrônomo, DSc em economia e professor universitário brasileiro, natural de Salvador,Bahia. Destaca-se por sua produção acadêmica nas áreas de ciência, tecnologia e desenvolvimento rural, com forte atuação em políticas públicas, história das ciências e sociologia rural. Também é reconhecido por sua militância política durante o período de governos militares no Brasil, sendo um dos depoentes da Comissão Nacional da Verdade.

## Formação acadêmica
Graduou-se em Agronomia pela Universidade Federal da Bahia (UFBA). Realizou pós-graduação ''stricto sensu'' em Reforma Agrária e Desenvolvimento Rural no Instituto Interamericano de Ciências Agrícolas da OEA, em Bogotá (Colômbia). Obteve o título de mestre em Desenvolvimento, Agricultura e Sociedade pela Universidade Federal Rural do Rio de Janeiro (UFRRJ), e concluiu doutorado em Economia na Universidade Estadual de Campinas (UNICAMP), com a tese "Inovação Tecnológica e Trabalho Assalariado na Agricultura Brasileira", sob orientação de Tamás Szmrecsányi. Realizou pós-doutorado em História das Ciências no Istituto e Museo di Storia della Scienza, em Florença (Itália).

## Carreira acadêmica
Foi pesquisador do Departamento de Economia Rural do Ministério da Agricultura, da Fundação de Estudos Agrários Luiz de Queiroz da USP, do Departamento de Estudos e Pesquiss, DEP, da FINEP e do Centro de Pesquisa e Desenvolvimento, CEPED, SEPLAN/BA. Como professor de ensino superior foi titular da Universidade Federal da Bahia (UFBA) e da Universidade Federal do Recôncavo da Bahia (UFRB), além de professor colaborador em diversas instituições. Atualmente é professor da Universidade Católica do Salvador (UCSAL), atuando nos programas de pós-graduação em Território, Ambiente e Sociedade. Também é professor colaborador nos programas de Ensino, Filosofia e História da Ciência da UFBA e da Universidade Estadual de Feira de Santana (UEFS), bem como no Mestrado Profissional em Propriedade Intelectual e Transferência de Tecnologia (PROFNIT). Lecionou como professor visitante na Universidade de Bolonha (Itália), Universidade de Aarhus (Dinamarca), e na Univerzita Palackého (República Tcheca), sendo ainda orientador na Universitat de Barcelona e na Università di Bologna. Foi bolsista de produtividade do CNPq entre 1987 e 2013, tendo atingido o nível de pesquisador I. Recebeu bolsa da CAPES (PVSN) em 2018-2019 junto à Universidade Federal Rural de Pernambuco. Coordena projetos de pesquisa sobre ciência, tecnologia e território, história das ciências agrárias, biotecnologia e desenvolvimento regional. Participa de comitês avaliadores da CAPES e de conselhos científicos de diversas sociedades nacionais e internacionais.

## Produção científica e atuação profissional
Possui mais de 600 publicações científicas de todos os tipos (artigos em periódicos, livros, capítulos de livros, trabalhos em eventos, artigos de divulgação científica etc. e dezenas de orientações de dissertações e teses em nível de iniciação científica, mestrado, doutorado e pós-doutorado. Parte significativa de sua produção está disponível na plataforma Academia.edu e no Google Acadêmico . Entre suas áreas de pesquisa estão:
- Inovação tecnológica e impactos socioeconômicos;
- Políticas públicas e economia da tecnologia;
- História das ciências e história das ciências agrárias;
- Desenvolvimentos rural e territorial.

Foi consultor de instituições como a Superintendencia de Desenvolvimento do Nordeste (SUDENE), Fundação de Amparo a Pesquisa do Estado de São Paulo (FAPESP), Fundação Joaquim Nabuco, Fundação Oswaldo Cruz (FIOCRUZ), Coordenou e participou de estudos como o Plano de Desenvolvimento Regional da SUDENE, o projeto Biomas – Caatinga, e análises sobre o ICMS Ecológico na área de influência da Ferrovia Oeste-Leste.

## Prêmios e distinções
- Prêmio Jabuti (1997), categoria Ciência e Tecnologia[1]
- Membro titular fundador da Academia de Ciências da Bahia [2]
- Membro da Academia Brasileira de Ciências Agronômicas;
- Membro legendário da Sociedade Brasileira de Economia, Administração e Sociologia Rural (SOBER)[3]

## Atuação política e memória
Militante político nos anos 1960-70, Baiardi foi perseguido pela repressão política durante o regime militar e por seis vezes foi aprisionado, sendo que em uma delas permaneceu cumprindo pena por sentença da justiça militar. O renomado intelectual baiano Ildásio Tavares, em suas colunas no jornal Tribuna da Bahia, de 05/05 de 1998 e 23/06/1998, afirma que os interrogatórios aos quais foi submetido Amilcar Baiardi não levaram à prisão de nenhum militante/simpatizante dos movimentos que se opunham à didatuda. Segundo o Arquivo Público Nacional, Amilcar Baiardi foi monitordo pelo Serviço Nacional de Informação (SNI) de 1968 a 1987).  Em entrevista ao ''Jornal Grande Bahia'', relata a clandestinidade, a repressão às formas de organização estudantil e seu encontro com Dilma Rousseff e Carlos Araújo. Foi depoente da Comissão Milton Santos de Memória e Verdade da UFBA e da Comissão da Verdade da Assembleia Legislativa de São Paulo, contribuindo com relatos sobre a atuação de grupos de resistência e a repressão sofrida por estudantes e professores.